# كتكوت (فلم)
كتكوت فيلم مصري أنتج عام 2006 من بطولة محمد سعد وهبة السيسي وحسن حسني ومحمد وفيق ومن إخراج أحمد عواض.

## قصة الفيلم
تدور أحداث الفيلم حول كتكوت الذي تجبره عمته على تقديم نفسه للقتل ليفدى عائلته، لكنه يهرب وتخطفه جهة أمنية لاكتشاف شبه كبير بينه وبين يوسف خوري الإرهابي الدولي وبأسرع وقت يجهزه فريق العمل الذي يقوده كامل (حسن حسني) ليصبح يوسف خوري في الشكل والتصرفات ويحل محله في العملية الارهابية ويوقفها ولكنه يفشل لذا يهرب بالقنبلة ويخبئها في وسط المواسير بالنيل لتنفجر ولكنه ينجو من الانفجار ويعود إلى الشاطئ.

## الاحداث
يبدا الفيلم بقرار الكبيرة والعشيرة ثم يكون كتكوت (محمد سعد) في لعبة ملاكمة ولكن يتم اخذه للكبيرة لاخباره منها والسبب انه الاخير من نسل البرايصة.

## الممثلون
- محمد سعد - كتكوت
- حسن حسني كامل
- هبة السيسي
- علي حسنين
- محمد وفيق -مدير الأمن
- أحمد منير
- حسن عبد الفتاح (ممثل)
- أشرف صالح
- ياسمين جمال
- ساندي علي
- غريب محمود
- ثريا إبراهيم
- مجدي إدريس
- أحمد الحلواني

## معلومات أساسية
- نوع العمل: روائي
- شركة الإنتاج: شركة اوسكار للإنتاج والتوزيع السينمائي
- شركة التوزيع: شركة أفلام النصر للإنتاج والتوزيع السينمائي
- إنتاج عام: 2006
- نوع الــفيلم: اجتماعي، كوميدي
- اللغة: العربية
- إخراج: أحمد عواض
- تأليف: طارق الأمير
- مدير التصوير: عاطف المهدي
- أغنية الفيلم: ليدى لمحمد سعد

## روابط خارجية
- مقالات تستعمل روابط فنية بلا صلة مع ويكي بيانات